# Veracruz (by)
 For alternative betydninger, se Veracruz. (Se også artikler, som begynder med Veracruz)
Veracruz er en by i den mexicanske delstat Veracruz. Byen befinder sig ca. 100 km sydøst for delstatens hovedstad Xalapa. Veracruz omtales ofte som Puerto de Veracruz eller Veracruz Ciudad. Byen er med ca. 500.000 indbygger den største mexicanske by på østkysten. Veracruz er i dag en meget travl havneby.
Af historiske grunde så bære byen tilnavnet tilnavnet "Fire gange heroisk", som referere til forsvaret mod det spanske angreb i 1823, fordrivelsen af den franske flåde i forbindelse med kagekrigen (Guerra de los pasteles) i 1838, modstanden mod den amerikanske belejring (belejringen af Veracruz) af byen i forbindelse med den mexicansk-amerikanske krig i 1847 og modstanden mod den amerikanske blokering af havnen i 1914. 
Udover fortet San Juan de Ulúa er Veracruz også hjemby for Mexicos største akvarium (Acuario de Veracruz) samt Mexicos største karneval.